# Podnoszenie ciężarów na Letnich Igrzyskach Olimpijskich 1976 – waga ciężka mężczyzn
Rywalizacja w wadze do 110 kg mężczyzn w podnoszeniu ciężarów na Letnich Igrzyskach Olimpijskich 1976 odbyła się 26 lipca 1976 roku w hali Aréna Saint-Michel. W rywalizacji wystartowało 22 zawodników z 16 krajów. Tytułu sprzed czterech lat nie obronił Jaan Talts z ZSRR, który tym razem nie startował. Nowym mistrzem olimpijskim został jego rodak - Jurij Zajcew, srebrny medal wywalczył Bułgar Krystju Semerdżiew, a trzecie miejsce zajął Polak Tadeusz Rutkowski.

## Wyniki
| Pozycja | Zawodnik             | Reprezentacja     | Waga   | Rwanie | Rwanie | Rwanie | Podrzut | Podrzut | Podrzut | Wynik |
| Pozycja | Zawodnik             | Reprezentacja     | Waga   | 1      | 2      | 3      | 1       | 2       | 3       | Wynik |
| ------- | -------------------- | ----------------- | ------ | ------ | ------ | ------ | ------- | ------- | ------- | ----- |
| 1. !    | Jurij Zajcew         | ZSRR              | 107,95 | 165,0  | 170,0  | 170,0  | 215,0   | 215,0   | 220,0   | 385,0 |
| 2. !    | Krystju Semerdżiew   | Bułgaria          | 109,15 | 165,0  | 170,0  | 170,0  | 210,0   | 215,0   | 220,0   | 385,0 |
| 3. !    | Tadeusz Rutkowski    | Polska            | 109,00 | 162,5  | 167,5  | 170,0  | 210,0   | 215,0   | 217,5   | 377,5 |
| 4       | Pierre Gourrier      | Francja           | 107,30 | 152,5  | 157,5  | 162,5  | 207,5   | 215,0   | 215,0   | 372,5 |
| 5       | Jürgen Ciezki        | NRD               | 109,65 | 162,5  | 167,5  | 167,5  | 210,0   | 217,5   | 217,5   | 372,5 |
| 6       | Javier González      | Kuba              | 107,05 | 160,0  | 165,0  | 165,0  | 200,5   | 205,0   | 207,5   | 365,0 |
| 7       | Leif Nilsson         | Szwecja           | 109,95 | 157,5  | 165,0  | 165,0  | 207,5   | 215,0   | 217,5   | 365,0 |
| 8       | Rudolf Strejček      | Czechosłowacja    | 108,85 | 162,5  | 162,5  | 167,5  | 200,0   | 207,5   | 207,5   | 362,5 |
| 9       | Russ Prior           | Kanada            | 109,65 | 155,0  | 162,5  | 167,5  | 195,0   | 207,5   | 207,5   | 362,5 |
| 10      | Taito Haara          | Finlandia         | 109,45 | 160,0  | 165,0  | 165,0  | 200,0   | 210,0   | 210,0   | 360,0 |
| 11      | Lennart Dahlgren     | Szwecja           | 99,25  | 150,0  | 155,0  | 160,0  | 195,0   | 200,0   | 205,0   | 355,0 |
| 12      | Gary Drinnon         | Stany Zjednoczone | 109,80 | 152,5  | 157,5  | 157,5  | 192,5   | 200,0   | 205,0   | 352,5 |
| 13      | Vinzenz Hörtnagl     | Austria           | 107,55 | 155,0  | 160,0  | 165,0  | 190,0   | 190,0   | 190,0   | 350,0 |
| 14      | John Burns           | Wielka Brytania   | 107,35 | 157,5  | 162,5  | 162,5  | 190,0   | 195,0   | 195,0   | 347,5 |
| 15      | Rory Barrett         | Nowa Zelandia     | 109,85 | 150,0  | 155,0  | 155,0  | 187,5   | 192,5   | 200,0   | 342,5 |
| 16      | Robert Santavy       | Kanada            | 100,40 | 140,0  | 147,5  | 152,5  | 190,0   | 197,5   | 200,0   | 337,5 |
| 17      | Huszang Kargarnedżad | Iran              | 108,65 | 142,5  | 147,5  | 147,5  | 180,0   | 190,0   | 195,0   | 322,5 |
| –       | Ali Wali             | Iran              | 104,15 | 135,0  | 140,0  | 140,0  | 192,5   | 192,5   | 192,5   | DNF   |
| –       | Stephen Wyatt        | Australia         | 104,15 | 145,0  | 150,0  | 150,0  | 195,0   | 195,0   | 195,0   | DNF   |
| –       | Brian Strange        | Wielka Brytania   | 109,95 | 155,0  | 155,0  | 155,0  | -       | -       | -       | DNF   |
| –       | Walentin Christow    | Bułgaria          | 109,45 | 170,0  | 175,0  | 180,0  | 220,0   | 225,0   | -       | DSQ   |
| –       | Mark Cameron         | Stany Zjednoczone | 107,10 | 162,5  | 167,5  | 167,5  | 212,5   | 217,5   | 222,5   | DSQ   |